# Esquirol de Hon Khoai
L'esquirol de Hon Khoai (Callosciurus honkhoaiensis) és una espècie de rosegador de la família dels esciúrids. És endèmic de l'illa de Hon Khoai (sud del Vietnam). Es tracta de l'espècie de Callosciurus més petita d'Indoxina. L'holotip tenia una llargada de cap a gropa de 175 mm, la cua de 180 mm i un pes de 152 g. El seu nom específic, honkhoaiensis, significa ‘de Hon Khoai’ en llatí. Com que fou descoberta fa poc, encara no se n'ha avaluat l'estat de conservació.